# 格拉尼特闊里 (北卡羅萊納州)
格拉尼特闊里（英語：Granite Quarry）是一個位於美國北卡羅萊納州羅恩縣的城鎮。

## 人口
根據2020年美國人口普查的數據，格拉尼特闊里的面積為7.56平方千米，皆為陸地。當地共有人口2984人，而人口密度為每平方千米395人。